# Райнер Вернер Фассбіндер
Райнер Вернер Фассбіндер, нім. Rainer Werner Fassbinder (31 травня 1945, Бад-Верісгофен — 10 червня 1982, Мюнхен) — німецький театральний та кінорежисер, сценарист, актор, оператор.

## Біографія
Райнер Вернер Фассбіндер народився 31 травня 1945 (за іншими даними — 1946) у невеликому містечку Бад-Верісгофен (нім. Bad Wörishofen), що в Баварії; батько майбутнього кінорежисера, Гельмут Фассбіндер, за фахом був лікарем, а мати, Ліло (Liselotte), — перекладачем. Після розлучення батьків Райнер виховувався матір'ю, яка згодом, ставши акторкою, знялася у багатьох його фільмах. Вже в дитинстві Фассбіндер був небайдужим до кінематографу — за власними спогадами режисера, він переглядав більш ніж чотири кінострічки на день. Відвідував приватні та публічні школи в Аугсбурзі та Мюнхені, але у 16 років покинув навчання. У 18 років почав навчатися у драматичній школі, де зустрів свого першого постійного партнера по зйомках — акторку Анну Шигуллу (Hanna Schygulla). Фассбіндер набув колосальних умінь не тільки у міжнародному кінематографі, а й у літературі, образотворчому мистецтві та усіх видах музики — від класики до року. Працював на різних роботах, і у 1967 приєднався до Мюнхенського Акціон-театру, а після його розпаду став керівником власного театру, який отримав назву «Антитеатр». У квітні 1968 відбувся прем'єрний показ першої театральної роботи Фассбіндера, що мала назву «Katzelmacher» («Робітник-іноземець», «Остарбайтер»). У наступному році Фассбіндер зняв кіноверсію «Остарбайтера», яка отримала п'ять нагород та зробила його відомим сучасним на той час режисером. Загалом він використовував свою роботу в театрі як плацдарм для створення фільмів. Перебуваючи під впливом так званого «ефекту відчуження» драматурга Бертольда Брехта і французької «нової хвилі» у кінематографі (особливо Жана-Люка Годара) Фассбіндер спочатку створював стилістично прості фільми у формі оповідань, хоча вже в них можна побачити взаємодію мелодрами та соціального критицизму, що є «візитною карткою» його творчості.

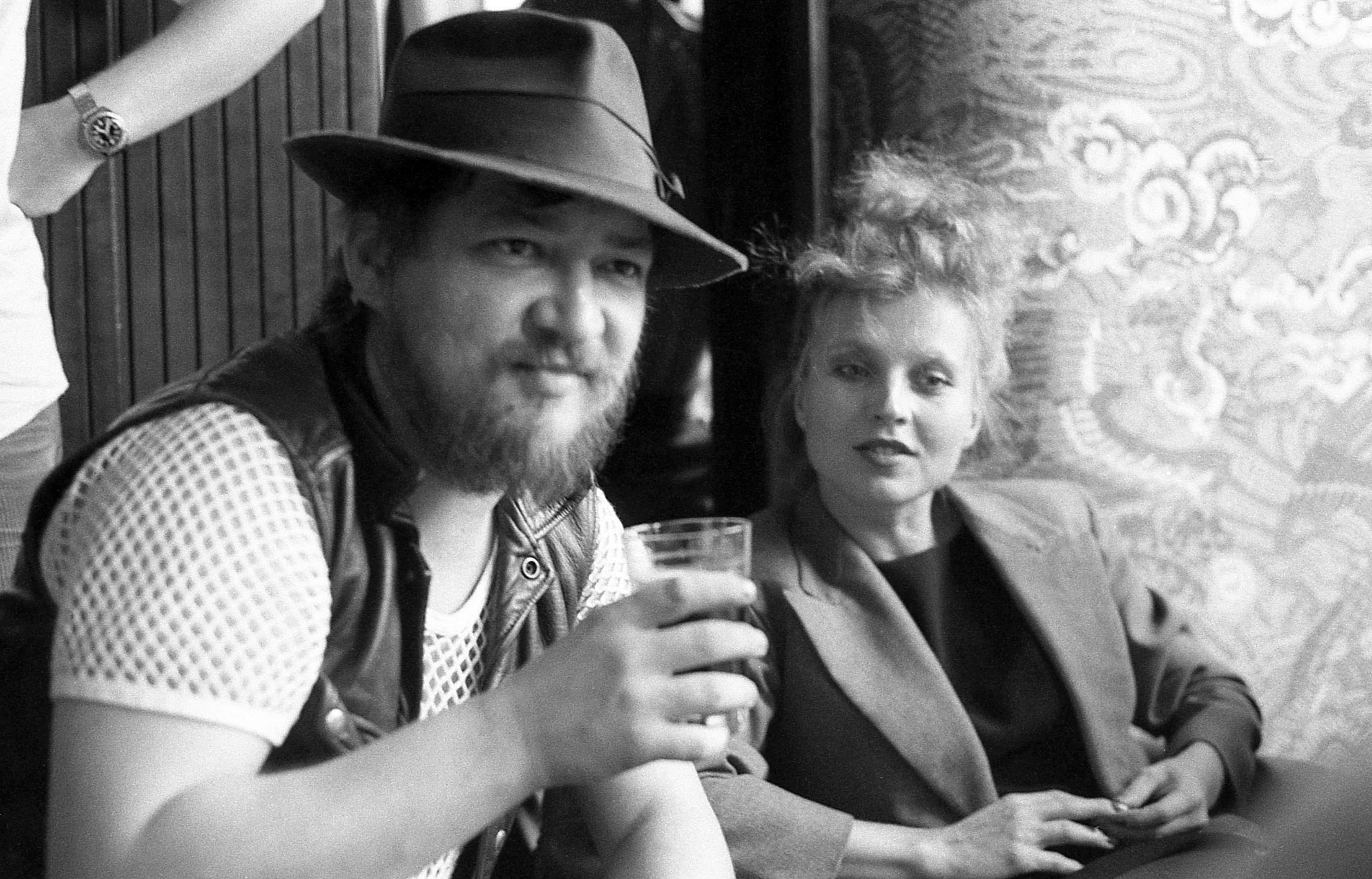
Райнер Вернер Фассбіндер та Ганна Шигулла на знімальному майданчику у 1980 році

Перший великий комерційний успіх прийшов у 1971, після виходу фільму «Купець чотирьох сезонів» (The Merchant of Four Seasons) — пікантної історії продавця фруктів, що прагнув до яскравого життя. Це один з найкращих та найпоказовіших фільмів режисера, що охоплює його провідні теми — пошук кохання, «значущість» фінансового успіху, різні форми експлуатації. Кінострічка була створена під впливом голівудських фільмів Дугласа Сірка 1950-х років.
У 1971 Фассбіндер та інші провідні молоді режисери та сценаристи заснували незалежну дистриб'юторську компанію — видавничу групу авторських фільмів (Filmverlag der Autoren). Завдяки державним субсидіям та фінансовій підтримці з боку телевізійної мережі німецькі кінематографісти нового покоління змогли створити свої перші кінострічки та суттєво урізноманітнити кінематограф Німеччини.
У 1982 режисер зняв свою останню кінострічку, «Керель» («Querelle»). 10 червня 1982 Райнер Вернер Фассбіндер помер від серцевої недостатності, спровокованої вживанням снодійного та кокаїну (за офіційною версією — від закупорення судин мозку). Сьогодні його смерть розглядається як кінець епохи Нового німецького кіно.

## Особисте життя
Райнер Вернер Фассбіндер був одружений двічі, однак вже з 15 років чоловік усвідомив свою Гомосексуальність (через що, власне, покинув школу та почав працювати). В цей час він почав відвідувати напівлегальні бари для геїв, де познайомився з наркодільцем та чоловіком-повією Удо Кіром, який пізніше став актором. У 1970 режисер одружився з акторкою Інгрід Кавен, однак прожив з нею в шлюбі лише два роки. Другою дружиною стала Юліанна Лоренц, шафером на їх весіллі був один з коханців Фассбіндера.
Фассбіндер мав стосунки як з чоловіками, так і з жінками. Він рідко розділяв своє професійне та особисте життя і був відомий тим, що залучав до участі у своїх фільмах родичів, друзів та коханих.

## Нагороди
- Театральний приз Герхардта Хауптмана (Gerhart-Hauptmann-Preis) (ФРН, 1969)
- Премія на Міжнародному кінофестивалі в Мангеймі (Filmfestival Mannheim-Heidelberg) (1969)
- Приз німецьких кінокритиків (Preis der deutschen Filmkritik) (1969)
- Золота камера (Filmband in Gold) (1970, 1971, 1972, 1978, 1979, 1982)
- Премія Адольфа Грімма (Adolf-Grimme-Preis) (1974)
- Премія «Срібний Х'юго» (Чикаго, 1974)
- Приз Отто Дібеліуса (Otto-Dibelius-Preis) (1974)
- Премія «Срібний Ведмідь» (Західний Берлін, 1979)
- Премія «Бронзовий Х'юго» (Чикаго, 1979)
- Приз Лукіно Вісконті (Luchino Visconti Preis) (1979)
- Премія «Золотий Ведмідь» (Західний Берлін, 1982)
- Зірка на бульварі Зірок в Берліні (Stern auf dem Boulevard der Stars in Berlin) (2010)

## Фільми та серіали
| Режисерські роботи   | Режисерські роботи                                                                                                  | Режисерські роботи                                 | Режисерські роботи |
| -------------------- | --- | -------------------------------------------------- | ------------------ |
| Рік                  | Фільм |                                                    |                    |
| 1966                 | Der Stadtstreicher (Міський безпритульний)                                                                          |                                                    |                    |
| 1966                 | This Night (Ця ніч)                                                                                                 |                                                    |                    |
| 1966                 | Das kleine Chaos (Маленький хаос)                                                                                   |                                                    |                    |
| 1969                 | Liebe ist kälter als der Tod (Любов холодніша за смерть)                                                            |                                                    |                    |
| 1969                 | Katzelmacher (Катцельмахер)                                                                                         |                                                    |                    |
| 1970                 | Götter der Pest (Боги чуми)                                                                                         |                                                    |                    |
| 1970                 | Das Kaffeehaus (Кав'ярня)                                                                                           |                                                    |                    |
| 1970                 | Warum läuft Herr R. Amok? (Чому збожеволів пан Р.?)                                                                 |                                                    |                    |
| 1970                 | Der amerikanische Soldat (Американський солдат)                                                                     |                                                    |                    |
| 1970                 | Die Niklashauser Fart (Подорож до Нікласгаузену)                                                                    |                                                    |                    |
| 1971                 | Rio das Mortes (Ріо мертвий)                                                                                        |                                                    |                    |
| 1971                 | Pioniere in Ingolstadt (Сапери в Інгольштадті)                                                                      |                                                    |                    |
| 1971                 | Whity |                                                    |                    |
| 1971                 | Warnung vor einer heiligen Nutte (Обережно, свята повія)                                                            |                                                    |                    |
| 1971                 | Händler der vier Jahreszeiten (Продавець чотирьох пір року)                                                         |                                                    |                    |
| 1972                 | Die bitteren Tränen der Petra von Kant (Гіркі сльози Петри фон Кант)                                                |                                                    |                    |
| 1972                 | Bremer Freiheit: Frau Geesche Gottfried — Ein bürgerliches Trauerspiel (Бременська свобода)                         |                                                    |                    |
| 1972–1973            | Acht Stunden sind kein Tag (вісім годин — не день) (мінісеріал)                                                     |                                                    |                    |
| 1973                 | Wildwechsel (Стежка звірів)                                                                                         |                                                    |                    |
| 1973                 | Welt am Draht (Світ на дроті)                                                                                       |                                                    |                    |
| 1974                 | Nora Helmer (Нора Хелмер)                                                                                           |                                                    |                    |
| 1974                 | Angst essen Seele auf (Страх з'їдає душу)                                                                           |                                                    |                    |
| 1974                 | Martha (Марта) |                                                    |                    |
| 1974                 | Fontane — Effi Briest (Фонтан — Еффі Бріст)                                                                         |                                                    |                    |
| 1975                 | Wie ein Vogel auf dem Draht (Як пташка на дроті)                                                                    |                                                    |                    |
| 1975                 | Faustrecht der Freiheit (Кулачне право свободи)                                                                     |                                                    |                    |
| 1975                 | Mutter Küsters' Fahrt zum Himmel (Подорож матінки Кюстерс на небо)                                                  |                                                    |                    |
| 1975                 | Angst vor der Angst (Страх перед страхом)                                                                           |                                                    |                    |
| 1976                 | Ich will doch nur, daß ihr mich liebt (Я лише хочу, щоб ви мене кохали)                                             |                                                    |                    |
| 1976                 | Satansbraten (Зілля сатани)                                                                                         |                                                    |                    |
| 1976                 | Chinesisches Roulette (Китайська рулетка)                                                                           |                                                    |                    |
| 1977                 | Frauen in New York (Жінки у Нью-Йорку)                                                                              |                                                    |                    |
| 1977                 | Bolwieser (Больвізер)                                                                                               |                                                    |                    |
| 1978                 | Deutschland im Herbst (Німеччина восени)                                                                            |                                                    |                    |
| 1978                 | Despair (Відчай) |                                                    |                    |
| 1978                 | In einem Jahr mit 13 Monden (У рік тринадцяти місяців)                                                              |                                                    |                    |
| 1979                 | Die Ehe der Maria Braun (Заміжжя Марії Браун)                                                                       |                                                    |                    |
| 1979                 | Die dritte Generation (Третє покоління)                                                                             |                                                    |                    |
| 1980                 | Berlin Alexanderplatz (Берлін Александерплац)                                                                       |                                                    |                    |
| 1981                 | Lili Marleen (Лілі Марлен)                                                                                          |                                                    |                    |
| 1981                 | Theater in Trance (Театр у трансі)                                                                                  |                                                    |                    |
| 1981                 | Lola (Лола) |                                                    |                    |
| 1982                 | Die Sehnsucht der Veronika Voss (Сум Вероніки Фосс)                                                                 |                                                    |                    |
| 1982                 | Querelle (Керель)                                                                                                   |                                                    |                    |
|                      | |                                                    |                    |
| Акторська діяльність | |                                                    |                    |
| Рік                  | Фільм | Роль                                               |                    |
| 1966                 | Der Stadtstreicher                                                                                                  | Чоловік біля пісуару                               |                    |
| 1966                 | Das kleine Chaos | Франц                                              |                    |
| 1968                 | Mit Eichenlaub und Feigenblatt                                                                                      | Солдат                                             |                    |
| 1968                 | Der Bräutigam, die Komödiantin und der Zuhälter                                                                     | Чоловік-сваха / Фредер під час гри                 |                    |
| 1969                 | Liebe ist kälter als der Tod                                                                                        | Франц                                              |                    |
| 1969                 | Tonys Freunde | Малард                                             |                    |
| 1969                 | Frei bis zum nächsten Mal                                                                                           | Механік                                            |                    |
| 1969                 | Alarm (Тривога) | Чоловік в уніформі                                 |                    |
| 1969                 | Katzelmacher | Йоргос                                             |                    |
| 1969                 | Al Capone im deutschen Wald                                                                                         | Хайні                                              |                    |
| 1970                 | Mathias Kneissl (Матіас Кнайсл)                                                                                     | Флекльбауер                                        |                    |
| 1970                 | Sonja und Kirilow haben sich entschlossen Schauspieler zu werden und die Welt zu verändern (короткометражний фільм) |                                                    |                    |
| 1970                 | Ваал | Ваал/Баал/Бааль                                    |                    |
| 1970                 | Der amerikanische Soldat (Американський солдат)                                                                     | Франц Вальш                                        |                    |
| 1970                 | Die Niklashauser Fart                                                                                               | Блек Монк                                          |                    |
| 1971                 | Der plötzliche Reichtum der armen Leute von Kombach                                                                 | Бауер                                              |                    |
| 1971                 | Rio das Mortes (Ріо мертвий)                                                                                        | Партнер Ханни по танцям                            |                    |
| 1971                 | Supergirl — Das Mädchen von den Sternen (Супердівчина)                                                              | Манн фор дем Шауфенстер                            |                    |
| 1971                 | Whity | Відвідувач бару                                    |                    |
| 1971                 | Warnung vor einer heiligen Nutte                                                                                    | Саша                                               |                    |
| 1971                 | Händler der vier Jahreszeiten                                                                                       | Цукер                                              |                    |
| 1971                 | Die Ahnfrau — Oratorium nach Franz Grillparzer                                                                      | Яромір                                             |                    |
| 1972                 | Bremer Freiheit: Frau Geesche Gottfried — Ein bürgerliches Trauerspiel                                              | Румпф                                              |                    |
| 1973                 | Die Zärtlichkeit der Wölfe                                                                                          | Вітовскі                                           |                    |
| 1974                 | Angst essen Seele auf                                                                                               | Ойген, чоловік Крісти                              |                    |
| 1975                 | Die Wohngenossin |                                                    |                    |
| 1975                 | Faustrecht der Freiheit                                                                                             | Франц Біберкопф / «Лисиця»                         |                    |
| 1975                 | Mutter Küsters' Fahrt zum Himmel                                                                                    | Пфаррер (голос)                                    |                    |
| 1975                 | Schatten der Engel                                                                                                  | Рауль                                              |                    |
| 1977                 | Adolf und Marlene (Адольф та Марлен)                                                                                | Херманн                                            |                    |
| 1979                 | Die Ehe der Maria Braun                                                                                             | Педлер                                             |                    |
| 1979                 | Bourbon Street Blues (Блюз вулиці Бурбон)                                                                           | Письменник                                         |                    |
| 1980                 | Berlin Alexanderplatz                                                                                               | Оповідач, Райнер Вернер Фассбіндер (грає сам себе) |                    |
| 1981                 | Lili Marleen (Лілі Марлен)                                                                                          | Вайссенборн                                        |                    |
| 1981                 | Heute spielen wir den Boß                                                                                           | Чоловік                                            |                    |
| 1982                 | Kamikaze 1989 (Камікадзе-89)                                                                                        | Лейтенант поліції Янсен                            |                    |
| 1984                 | The Last Trip to Harrisburg (Остання подорож до Гаррісбургу)                                                        | Голос чоловіка та жінки у потязі (голос)           |                    |